# Блаватская, Татьяна Васильевна
Татья́на Васи́льевна Блава́тская (28 декабря 1917, Звенигородка, УНР — 23 марта 2007, Москва) — советский и российский историк-антиковед, археолог и эпиграфист. Доктор исторических наук (1968), старший научный сотрудник Института всеобщей истории РАН.

## Биография
Родилась в г. Звенигородка Киевской области. В 1925 году семья переехала в Москву. В 1936—1941 годах училась на историческом факультете Московского института философии, литературы и истории (МИФЛИ) и одновременно преподавала историю в школе.
В 1941—1942 годах работала браковщиком военной приемки в Главном артиллерийском управлении Красной Армии. В конце 1942 года поступила в аспирантуру Московского государственного университета, в 1943 году перевелась в аспирантуру Института истории АН СССР. Научным руководителем был проф. Н. А. Машкин. В 1947 году защитила кандидатскую диссертацию «Западнопонтийские города». С 1948 года работала в Институте истории АН СССР (с 1968 — Институт всеобщей истории) в должности младшего, затем старшего научного сотрудника. С 1986 года — ведущий научный сотрудник. В 1966 году защитила докторскую диссертацию «Ахейская Греция во втором тысячелетии до н. э.». Работала в отделе византиноведения Института всеобщей истории РАН.
С 1939 года принимала участие в 14 археологических экспедициях в Северном Причерноморье. В 1951—1952 годах вела самостоятельные раскопки. В 1958—1960 годах участвовала в советско-албанской экспедиции, раскапывавшей Аполлонию Иллирийскую.

## Семья
Отец — В. В. Бороздин.
Муж — В. Д. Блаватский (1899—1980), советский археолог и историк античности.

## Научная деятельность
Основная сфера научных интересов — история греческой цивилизации от микенского периода до эпохи эллинизма.
В монографии «Западнопонтийские города в VII—I веках до н. э.» (1952) рассматриваются исторические судьбы греческих городов на фракийском побережье Понта (Черного моря). Автор описывает появление городской жизни в этом регионе и период независимости городов, их положение в составе Одрисского царства, торговые связи с Северным Причерноморьем и появление скифов на западном побережье Понта. Исследователь характеризует развитие городов в период между завоеваниями Александра Македонского и правлением Митридата VI Евпатора и борьбу с римской экспансией. Отдельно рассматривается внутренняя жизнь западнопонтийских городов, проводится сравнение с жизнью полисов материковой Греции и другими колониями Причерноморья. В книге опубликованы эпиграфические памятники из Истрии, Аполлонии, Дионисополя, Каллатии и других городов региона.
Книги «Ахейская Греция» (1966) и «Греческое общество II тысячелетия до н. э.» (1976) посвящены рассмотрению экономики и материальной культуры Греции микенского периода. Автор показывает влияние природных условий на развитие цивилизации на юге Балканского полуострова и формирование ее специфических черт, останавливается на археологических культура палеолита и неолита, характеризуя население этого региона. Т. В. Блаватская описывает особенности эпохи бронзы на юге Балкан и возвышение Микенского царства в этот период, основные направления экономики — сельское хозяйство, торговлю, отношения города и деревни, затрагивает теоретические вопросы истории Греции XVI—XII вв. до н. э. Оценивается роль внешних контактов в становлении микенской цивилизации. Дается широкая картина зарождения науки, анализируется обычное право, религиозная жизнь и искусство, особенности быта.
В работе «Из истории греческой интеллигенции эллинистического времени» (1983) автор касается вопроса положения людей интеллектуального труда в греческих полисах классической и эллинистической эпохи. Особо освещается статус преподавателей — работников гимнасиев и дидаскалейонов, зодчих, землемеров, врачей. Анализируется взаимосвязь агонального начала греческой культуры и развития интеллекта ее носителей.
Т. В. Блаватская активно работала с эпиграфическим материалом из Северного Причерноморья, опубликовала ряд новонайденных надписей. Важнейшая из публикаций посвящена декретам боспорского царя Аспурга (Советская археология. 1965. № 1, 3).
Похороненa на Востряковскoм кладбище в Москве (уч. 32).

## Основные работы
Книги
- Западнопонтийские города в VII—I веках до н. э. / Академия наук СССР, Институт истории. — М. : Издательство Академии наук СССР, 1952. — 262, [2] с. — (Причерноморье в античную эпоху / под ред. проф. В. Н. Дьякова ; вып. 3). — 2500 экз.
- Блаватская Т. В. Очерки политической истории Боспора в V—IV вв. до н. э / Академия наук СССР, Институт истории. — М. : Издательство Академии наук СССР, 1959. — 158, [2] с. — (Причерноморье в античную эпоху / под ред. проф. В. Н. Дьякова ; вып. 10). — 2000 экз.
- История древней Греции: [Учебник для ист. и ист.-филол. фак. ун-тов и пед. ин-тов СССР] / Т. В. Блаватская, В. Д. Блаватский, А. Г. Бокщанин / Под ред. В. И. Авдиева и Н. Н. Пикуса. М.: Высшая школа, 1962. 502 с.
- Ахейская Греция во втором тысячелетии до н. э.. М.: Наука, 1966. 255 с.
- Рабство в эллинистических государствах в III—I вв. до нашей эры / Т. В. Блаватская, Е. С. Голубцова, А. И. Павловская. М.: Наука, 1969. 322 с. (Исследования по истории рабства в античном мире)
- Греческое общество второго тысячелетия до н. э. и его культура. М.: Наука, 1976.
- Из истории греческой интеллигенции эллинистического времени. М.: Наука, 1983. 325 с.
- Черты истории государственности Эллады. М.: Алетейя, 2003. 407, [2] с.

Статьи
- Рескрипты царя Аспурга // Советская археология. 1965. № 1. С. 197—209.
- Аспург и Боспор в 15 г. н. э. // Советская археология. 1965. № 3. С. 28-37.
- Организация антиковедения в Греции // Организация исторической науки в странах Западной Европы, М., 1988. С. 310—343.
- Греция в период формирования раннеклассового общества (XXX—XII вв. до н. э.) // История Европы. Т. 1. М.: Наука, 1988. С. 138—173.
- Посвящение Левкона I // Российская археология. 1993. № 2. С. 34-47.